# 李知勳 (1988年)
李知勳（1988年10月29日—），韓國男演員。2012年通过电视剧《學校2013》出道，此后参演《最佳李純信》《藍色海洋的傳說》《新入史官丘海昤》《月升之江》等作品获得关注。

## 影視作品

### 電視劇
- 2012年：KBS2《學校2013》 飾演 李志勳
- 2013年：KBS2《最佳李纯信》 飾演 曹寅成
- 2013年：MBC《黃金彩虹》飾演 金烈元
- 2015年：KBS2《Blood》飾演 J
- 2015年：SBS《六龍飛天》飾演 許強／李信跡
- 2016年：JTBC《魔女寶鑑》飾演 朝鮮宣祖
- 2016年：SBS／搜狐視頻《評價女王》飾演 黃智勳
- 2016年：KBS2《Drama Special－傳說的穿梭》飾演 姜燦
- 2016年：SBS《藍色海洋的傳說》飾演 許治賢
- 2017年：SBS《悄悄話》飾演 崔日煥（青年）
- 2017年：SBS《姐姐風采依舊》飾演 薛基燦／具世浩
- 2018年：KBS2《你的管家》飾演 權振國
- 2018年：SBS《死的讚美》飾演 洪蘭坡（朝鲜语：홍난파）
- 2019年：MBC《新入史官丘海昤》飾演 閔盓援
- 2019年：KBS2《99億的女人》飾演 李在勳
- 2020年：MBC《一起吃晚餐嗎？》飾演 鄭宰赫
- 2020年：WebTVAsia Taiwan《愛聊在一起》
- 2021年：KBS2《月升之江》飾演 高建
- 2022年：IHQ《Sponsor（英语：Sponsor 贊助人 (TV series)）》飾演 李善宇
- 2022年：KBS2《魔咒的戀人》飾演 宣哲柱（青年）
- 2024年：tvN《O'PENing—大耀酒店》飾演 宋宇彬
- 2024年：Disney+《篡位》飾演 強誠珠

### 電影
- 2012年：《家門的榮光5：家門的歸還》
- 2013年：《Jinx》
- 2014年：《Return Match》
- 2014年：《非常警探》
- 2016年：《特別搜查：囚犯的信》
- 2016年：《Broker》（製作中斷）
- 2019年：《爸爸很漂亮（朝鲜语：아빠는 예쁘다）》飾演 金賢宇（友情出演）
- 2023年：《我在你床下》[5]
- 2025年：《无业遊民公寓》饰演 斗温[6][7]

## 綜藝節目
- 2013年：KBS2《Mamma Mia》
- 2013年：SBS《Fashion King Korea》
- 2013年：SBS《世界挑戰賽-我們走》

## 獎項
| 年份 | 頒獎典禮    | 獎項                            | 作品                      | 結果 |
| ---- | ----------- | ------------------------------- | ------------------------- | ---- |
| 2013 | KBS演技大獎 | 男子新人獎                      | 最佳李纯信                | 提名 |
| 2016 | KBS演技大獎 | 男子 獨幕劇獎                   | Drama Special－傳說的穿梭 | 提名 |
| 2016 | SBS演技大獎 | 幻想類電視劇 男子特別演技獎     | 藍色海洋的傳說            | 提名 |
| 2019 | MBC演技大獎 | 水木劇部門 助演獎               | 新入史官丘海昤            | 獲獎 |
| 2020 | MBC演技大獎 | 月火及短篇劇部門 男子優秀演技獎 | 一起吃晚餐嗎？            | 提名 |

## 外部連結
- 李知勳的X（前Twitter）
- 李知勳的Instagram帳戶
- 李知勳在NAVER上的资料
- 李知勳在韩国电影数据库（KMDb）上的資料（韓語）
- 李知勳在互联网电影资料库（IMDb）上的資料（英文）
- 李知勳在HanCinema的頁面（英文）